# Покров Богородичен (Слокощица)
Покров Богородичен е възрожденска българска църква в село Слокощица, община Кюстендил.

## Местоположение
Църквата се намира в село Слокощица, в северната част на селото, вляво от шосето, до селските гробища, върху полегат склон.

## История
Още през 1870 г. населението на Слокощица решава да построи нов храм в селото. През 1872 г. са издействани разрешение за строежа от турските власти и строителството започва. През 1874 г. църквата е построена и осветена.604 Според предание, парите за довършването на храма свършили и хората от селото изпратили своя съселянин Велин Ангелов в Света гара, да измоли финансова помощ от светогорските монаси. така с тяхна помощ храмът бил завършен.
Църквата е с размери 27 m дължина и 15 m ширина. Като архитектурен тип е трикорабна базилика. От запад нартексът се поддържа от две странични стени, а отпред с колони. Трикорабната част на наоса е разделена от две групи колони. Средният кораб е изписан и засводен с четири слепи купола.
Стените на храма са изписани отвътре. Има сведения че в църквата е работил дебърският зограф Мино със синовете си Теофил и Марко. Голяма част от стенописите и иконостасните икони са с дарителски надписи от 1874 – 1883 – 1888 години.
Първият свещеник е Георги поп Христов от съседното село Граница, който служил в храма от 1874 г. до 1890 г.
Църквата е декларирана като художествен паметник на културата – ІІ група с Писмо № 4782 от 21.12.1978 г. на МК и като недвижима културна ценност – архитектурно-строителен паметник с категория „местно значение“ с Писмо № 54 от 6 януари 1978 г. на МК.
В наши дни част от стенописите са в изключително тежко, аварийно състояние – налице е цялостно паднала и заличена стенопис на 4 сцени. Напълно нарушена е адхезията на живописта спрямо основния градеж. Част от стенописите са с подкожушвания и образували се джобове, което налага спешни възстановителни работи в храма.